# Hotel Mercure Warszawa Grand
Hotel Mercure Warszawa Grand – czterogwiazdkowy hotel znajdujący się przy ulicy Kruczej 28 w Warszawie.

## Historia
Budynek został wzniesiony w latach 1954-1957 według projektu Stanisława Bieńkuńskiego i Stanisława Rychłowskiego jako integralna część planowanej dzielnicy rządowej. Pierwotnie nosił nazwę Grand Hotel Orbis i był przeznaczony dla gości odwiedzających pobliskie ministerstwa. Hotel został otwarty 24 lipca 1958. Znajdowało się w nim 416 pokoi o standardzie trzygwiazdkowym.
Budynek został wybudowany w stylu socrealizmu. Jego wnętrze – hol zdobiła dekoracja w stylu oscypka, głębokie fotele i meble stylizowane na wzór stylu abstrakcjonisty Joana Miró. Na jedenastym piętrze znajdowała się restauracja Olimp. 
W listopadzie 1958 na dachu hotelu miało miejsce próbne lądowanie helikoptera. W 1988 w hotelu rozpoczął pracę pucybut, pierwsza osoba wykonująca ten zawód w Warszawie po kilkudziesięciu latach przerwy.
Do 2004 w budynku mieściła się siedziba Polskiego Komitetu Olimpijskiego.
Po przejęciu budynku przez sieć hoteli Accor, w latach 2007–2009 przeprowadzono jego remont. W wyniku remontu i gruntownej modernizacji liczba pokoi zmniejszyła się na rzecz większej przestrzeni, a co za tym idzie komfortu podczas pobytu. Utworzono 299 pokoi, sześć sal konferencyjnych oraz restaurację Grand’s Brasserie, zmieniono lobby, restaurację i bar. Hotel uzyskał parking podziemny, fitness i saunę dla gości. Autorem projektu był Olivier Gibault, główny projektant hoteli dla sieci Accor.
Po modernizacji hotel wznowił działalność pod marką Mercure jako hotel 4-gwiazdkowy.

## Przedstawicielstwa dyplomatyczne
W hotelu mieściły się przedstawicielstwa dyplomatyczne: 
- Ambasada Japonii (1958)
- Poselstwo Ekwadoru (1961)[5]
- Ambasada Australii (1974)